# Snowboard-Europacup 2013/14
Der Snowboard-Europacup 2013/14 war eine von der FIS organisierte Wettkampfserie, die zum Unterbau des Snowboard-Weltcups 2013/14 gehörte. Sie begann am 15. November 2013 in Landgraaf und endete am 23. März 2014 in Štrbské Pleso.

## Männer

### Podestplätze Männer
| Datum             | Austragungsort         | Disz.                 | Sieger              | Zweiter            | Dritter             |
| ----------------- | ---------------------- | --------------------- | ------------------- | ------------------ | ------------------- |
| 15. November 2013 | Landgraaf              | Slopestyle            | Dimi de Jong        | Nicola Dioli       | Erik Bastiaansen    |
| 7. Dezember 2013  | Hochfügen              | Parallel-Riesenslalom | Michael Lambert     | Alexander Bergmann | Aaron March         |
| 8. Dezember 2013  | Hochfügen              | Parallel-Riesenslalom | Michael Lambert     | Stanislaw Detkow   | Alexander Payer     |
| 14. Dezember 2013 | Montafon               | Snowboardcross        | Markus Schairer     | Michal Novotný     | Jérôme Lymann       |
| 15. Dezember 2013 | Montafon               | Snowboardcross        | David Speiser       | Jérôme Lymann      | Jussi Taka          |
| 21. Dezember 2013 | Schönberg im Stubaital | Parallelslalom        | Lukas Mathies       | Stefan Baumeister  | Meinhard Erlacher   |
| 22. Dezember 2013 | Schönberg im Stubaital | Parallelslalom        | Roland Fischnaller  | Aaron March        | Lukas Mathies       |
| 21. Dezember 2013 | Cortina d’Ampezzo      | Snowboardcross        | Elias Koivumaa      | Julian Lüftner     | Robin Ligeon        |
| 22. Dezember 2013 | Cortina d’Ampezzo      | Snowboardcross        | Evgeniy Mukhutdinov | Julian Lüftner     | Martin Nörl         |
| 17. Januar 2014   | Davos                  | Halfpipe              | Max Kralj Kos       | Yannick Hermann    | Nicolas Fuhrmann    |
| 25. Januar 2014   | Lizzola Valbondione    | Parallelslalom        | Aaron March         | Edwin Coratti      | Jure Hafner         |
| 26. Januar 2014   | Lizzola Valbondione    | Parallelslalom        | Aaron March         | Edwin Coratti      | Roland Fischnaller  |
| 9. Februar 2014   | Isola 2000             | Snowboardcross        | Julian Lüftner      | Sebastian Jud      | Nathan Birrien      |
| 15. Februar 2014  | Lenzerheide            | Parallelslalom        | Johann Stefaner     | Daniel Weis        | Luca Ponti          |
| 16. Februar 2014  | Lenzerheide            | Parallelslalom        | Edwin Coratti       | Jure Hafner        | Daniel Weis         |
| 1. März 2014      | Gerlitzen              | Parallel-Riesenslalom | Masaki Shiba        | Andreas Lausegger  | Daniel Weis         |
| 4. März 2014      | Rogla                  | Parallel-Riesenslalom | Christoph Mick      | Tim Mastnak        | Sebastian Kislinger |
| 5. März 2014      | Rogla                  | Parallelslalom        | Stefan Baumeister   | Mirko Felicetti    | Tim Mastnak         |
| 11. März 2014     | Pamporowo              | Slopestyle            | Martin Kalliola     | Aljosa Krivec      | Eric Beauchemin     |
| 12. März 2014     | Pamporowo              | Slopestyle            | Eric Beauchemin     | Henri Laakkonen    | EIan Thorley        |
| 15. März 2014     | Ratschings             | Parallelslalom        | Roland Fischnaller  | Edwin Coratti      | Mirko Felicetti     |
| 16. März 2014     | Ratschings             | Parallelslalom        | Waleri Kolegow      | Alexander Payer    | Edwin Coratti       |
| 16. März 2014     | Puy-Saint-Vincent      | Snowboardcross        | Kevin Klossner      | Fabio Colella      | Jérôme Lymann       |
| 17. März 2014     | Puy-Saint-Vincent      | Snowboardcross        | William Bankes      | Jérôme Lymann      | Jakob Dusek         |
| 22. März 2014     | Štrbské Pleso          | Slopestyle            | Florian Prietl      | Toms Petrusevics   | Emiliano Lauzi      |
| 23. März 2014     | Štrbské Pleso          | Slopestyle            | Toms Petrusevics    | Emiliano Lauzi     | Julian Maschl       |

### Gesamtwertungen Männer
| Rang | Name               | Punkte |
| ---- | ------------------ | ------ |
| 1    | Edwin Coratti      | 3189   |
| 2    | Daniel Weis        | 2545   |
| 3    | Aaron March        | 2070   |
| 4    | Alexander Payer    | 2025   |
| 5    | Stefan Baumeister  | 1940   |
| 6    | Mirko Felicetti    | 1838   |
| 7    | Roland Fischnaller | 1809   |
| 8    | Christoph Mick     | 1483   |
| 9    | Masaki Shiba       | 1475   |
| 10   | Jure Hafner        | 1456   |

| Rang | Name                | Punkte |
| ---- | ------------------- | ------ |
| 1    | Julian Lüftner      | 2300   |
| 2    | Jérôme Lymann       | 2190   |
| 3    | Sebastian Jud       | 1075   |
| 4    | Matteo Menconi      | 1060   |
| 5    | Elias Koivumaa      | 1030   |
| 6    | Kevin Klossner      | 925    |
| 7    | Lukas Pachner       | 907    |
| 8    | Jakob Dusek         | 861    |
| 9    | Robin Ligeon        | 845    |
| 10   | Evgeniy Mukhutdinov | 777    |

| Rang | Name               | Punkte |
| ---- | ------------------ | ------ |
| 1    | Max Kralj Kos      | 500    |
| 2    | Yannick Hermann    | 400    |
| 3    | Nicolas Fuhrmann   | 300    |
| 4    | Pavel Smirnov      | 250    |
| 5    | Nikolay Bilanin    | 225    |
| 6    | Tit Štante         | 200    |
| 7    | Piotr Gryzło       | 180    |
| 7    | Gian Andrea Sutter | 160    |
| 7    | Stef Vandeweyer    | 145    |
| 10   | Simon Gschaider    | 130    |

| Slopestyle \| Rang \| Name \| Punkte \| \| ---- \| ---------------------- \| ------ \| \| 1 \| Emiliano Lauzi \| 1120 \| \| 2 \| Toms Petrusevics \| 1080 \| \| 3 \| Eric Beauchemin \| 800 \| \| 4 \| Florian Prietl \| 765 \| \| 5 \| Petar Gjoszarkow \| 740 \| \| 6 \| Martin Kalliola \| 660 \| \| 7 \| Arturs Cukunde \| 655 \| \| 7 \| Nicola Dioli \| 655 \| \| 9 \| Georgi Asenow Georgiew \| 650 \| \| 10 \| Ian Thorley \| 550 \| |                        |        |
| Rang | Name                   | Punkte |
| 1 | Emiliano Lauzi         | 1120   |
| 2 | Toms Petrusevics       | 1080   |
| 3 | Eric Beauchemin        | 800    |
| 4 | Florian Prietl         | 765    |
| 5 | Petar Gjoszarkow       | 740    |
| 6 | Martin Kalliola        | 660    |
| 7 | Arturs Cukunde         | 655    |
| 7 | Nicola Dioli           | 655    |
| 9 | Georgi Asenow Georgiew | 650    |
| 10 | Ian Thorley            | 550    |

## Frauen

### Podestplätze Frauen
| Datum             | Austragungsort         | Disz.                 | Sieger                     | Zweiter            | Dritter                  |
| ----------------- | ---------------------- | --------------------- | -------------------------- | ------------------ | ------------------------ |
| 15. November 2013 | Landgraaf              | Slopestyle            | Lucile Lefevre             | Kateřina Vojáčková | Kirra Kotsenburg         |
| 7. Dezember 2013  | Hochfügen              | Parallel-Riesenslalom | Jekaterina Tudegeschewa    | Selina Jörg        | Nathalie Desmares        |
| 8. Dezember 2013  | Hochfügen              | Parallel-Riesenslalom | Anke Karstens              | Ina Meschik        | Ekaterina Khatomchenkova |
| 14. Dezember 2013 | Montafon               | Snowboardcross        | Charlotte Bankes           | Luca Berg          | Maria Ramberger          |
| 15. Dezember 2013 | Montafon               | Snowboardcross        | Charlotte Bankes           | Luca Berg          | Sofia Belingheri         |
| 21. Dezember 2013 | Schönberg im Stubaital | Parallelslalom        | Ina Meschik                | Amelie Kober       | Claudia Riegler          |
| 22. Dezember 2013 | Schönberg im Stubaital | Parallelslalom        | Julia Dujmovits            | Melanie Hochreiter | Ina Meschik              |
| 21. Dezember 2013 | Cortina d’Ampezzo      | Snowboardcross        | Klara Havlíková            | Juliette Lefevre   | Christine Holzer         |
| 22. Dezember 2013 | Cortina d’Ampezzo      | Snowboardcross        | Kristina Paul              | Sofia Belingheri   | Sheyenne Bur             |
| 17. Januar 2014   | Davos                  | Halfpipe              | Silvana Clavuot            | Kaja Verdnik       | Diana Augustinova        |
| 25. Januar 2014   | Lizzola Valbondione    | Parallelslalom        | Aleksandra Król            | Waleria Ptuktina   | Nadya Ochner             |
| 26. Januar 2014   | Lizzola Valbondione    | Parallelslalom        | Nadya Ochner               | Stefanie Müller    | Weronika Biela           |
| 9. Februar 2014   | Isola 2000             | Snowboardcross        | Elisa Ravel                | Claire Chapotot    | Luca Berg                |
| 15. Februar 2014  | Lenzerheide            | Parallelslalom        | Sabine Schöffmann          | Cheyenne Loch      | Ekaterina Khatomchenkova |
| 16. Februar 2014  | Lenzerheide            | Parallelslalom        | Weronika Biela             | Nicole Baumgartner | Cheyenne Loch            |
| 1. März 2014      | Gerlitzen              | Parallel-Riesenslalom | Julie Zogg                 | Ina Meschik        | Yvonne Schüetz           |
| 4. März 2014      | Rogla                  | Parallel-Riesenslalom | Nicole Baumgartner         | Bernadette Ernst   | Nadya Ochner             |
| 5. März 2014      | Rogla                  | Parallelslalom        | Nadya Ochner               | Julie Zogg         | Yvonne Schüetz           |
| 11. März 2014     | Pamporowo              | Slopestyle            | Klara Janikova             | Kateřina Vojáčková | Lea Jugovac              |
| 12. März 2014     | Pamporowo              | Slopestyle            | Kateřina Vojáčková         | Paola Blaskovic    | Zuzana Medlova           |
| 15. März 2014     | Ratschings             | Parallelslalom        | Ekaterina Khatomchenkova   | Claudia Riegler    | Gloria Kotnik            |
| 16. März 2014     | Ratschings             | Parallelslalom        | Ramona Theresia Hofmeister | Sabine Schöffmann  | Nathalie Desmares        |
| 16. März 2014     | Puy-Saint-Vincent      | Snowboardcross        | Charlotte Bankes           | Émilie Aubry       | Juliette Lefevre         |
| 17. März 2014     | Puy-Saint-Vincent      | Snowboardcross        | Émilie Aubry               | Sofia Belingheri   | Rebecca Müller           |
| 22. März 2014     | Štrbské Pleso          | Slopestyle            | Klaudia Medlová            | Klara Janikova     | Maria Delfina Maiocco    |
| 23. März 2014     | Štrbské Pleso          | Slopestyle            | Klara Janikova             | Katarzyna Rusin    | Maria Delfina Maiocco    |

### Gesamtwertungen Frauen
| Rang | Name                       | Punkte |
| ---- | -------------------------- | ------ |
| 1    | Nadya Ochner               | 2730   |
| 2    | Julie Zogg                 | 2320   |
| 3    | Nicole Baumgartner         | 1983   |
| 4    | Nathalie Desmares          | 1860   |
| 5    | Sabine Schöffmann          | 1755   |
| 6    | Ina Meschik                | 1745   |
| 7    | Bernadette Ernst           | 1694   |
| 8    | Cheyenne Loch              | 1650   |
| 9    | Ramona Theresia Hofmeister | 1625   |
| 10   | Andrea Christine Tribus    | 1550   |

| Rang | Name             | Punkte |
| ---- | ---------------- | ------ |
| 1    | Charlotte Bankes | 2225   |
| 2    | Sofia Belingheri | 1630   |
| 3    | Juliette Lefevre | 1532   |
| 4    | Émilie Aubry     | 1400   |
| 5    | Stefanie Rieder  | 1385   |
| 6    | Alexandra Hasler | 1280   |
| 7    | Kristina Paul    | 1128   |
| 8    | Christine Holzer | 1125   |
| 9    | Luca Berg        | 1100   |
| 10   | Jenny Pleisch    | 1045   |

| Rang | Name                 | Punkte |
| ---- | -------------------- | ------ |
| 1    | Silvana Clavuot      | 500    |
| 2    | Kaja Verdnik         | 400    |
| 3    | Diana Augustinova    | 300    |
| 4    | Loranne Smans        | 250    |
| 5    | Asthik Ter-Minasyan  | 225    |
| 6    | Tatiana Kiselewa     | 200    |
| 7    | Klementyna Kołodziej | 180    |
| 8    | Eva Kralj            | 160    |

| Slopestyle \| Rang \| Name \| Punkte \| \| ---- \| --------------------- \| ------ \| \| 1 \| Klara Janikova \| 1600 \| \| 2 \| Katerina Vojackova \| 1525 \| \| 3 \| Paola Blaskovic \| 1015 \| \| 4 \| Lea Jugovac \| 935 \| \| 5 \| Zuzana Medlova \| 875 \| \| 6 \| Maria Delfina Maiocco \| 780 \| \| 7 \| Lizaveta Pliuta \| 650 \| \| 8 \| Jelizaweta Janiuk \| 650 \| \| 9 \| Lucile Lefevre \| 500 \| \| 9 \| Klaudia Medlová \| 500 \| |                       |        |
| Rang | Name                  | Punkte |
| 1 | Klara Janikova        | 1600   |
| 2 | Katerina Vojackova    | 1525   |
| 3 | Paola Blaskovic       | 1015   |
| 4 | Lea Jugovac           | 935    |
| 5 | Zuzana Medlova        | 875    |
| 6 | Maria Delfina Maiocco | 780    |
| 7 | Lizaveta Pliuta       | 650    |
| 8 | Jelizaweta Janiuk     | 650    |
| 9 | Lucile Lefevre        | 500    |
| 9 | Klaudia Medlová       | 500    |